# Yardiella humphreysi
Yardiella humphreysi är en spindelart som beskrevs av Gray 1994. Yardiella humphreysi ingår i släktet Yardiella och familjen Filistatidae.
Artens utbredningsområde är Western Australia. Inga underarter finns listade i Catalogue of Life.